# Prognoza
Prognoza (grško, πρóγνωσις - »predvidevanje«) pomeni predvidevanje poteka, izida bolezni, oziroma operacije. Predikacija (lat. praedicere - »napoved«) pa je izjava o dogodkih, stanjih in razvoju v prihodnosti. 

Izraz »prognoza« se najpogosteje uporablja v medicini.

Če je možnost ozdravljenja visoki, govorimo o dobri prognozi; če je nizka, govorimo o slabi prognozi. Infavstna prognoza pomeni verjetnost zelo slabega izida bolezni.